# Kammback

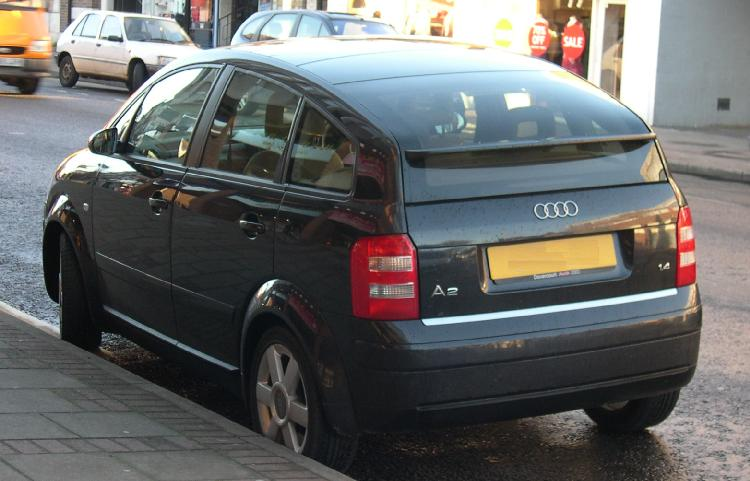
El Audi A2 es un ejemplo de coche con carrocería Kammback.

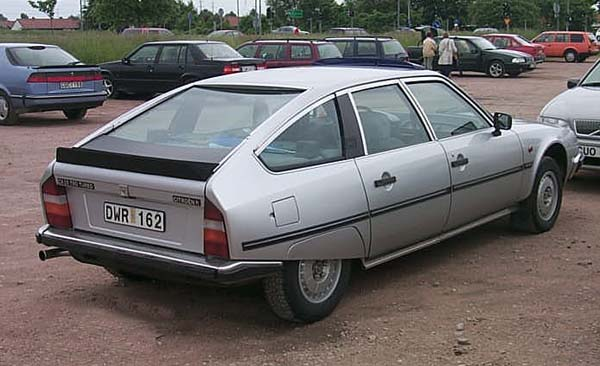
El Citroën CX presenta carrocería Kammback.

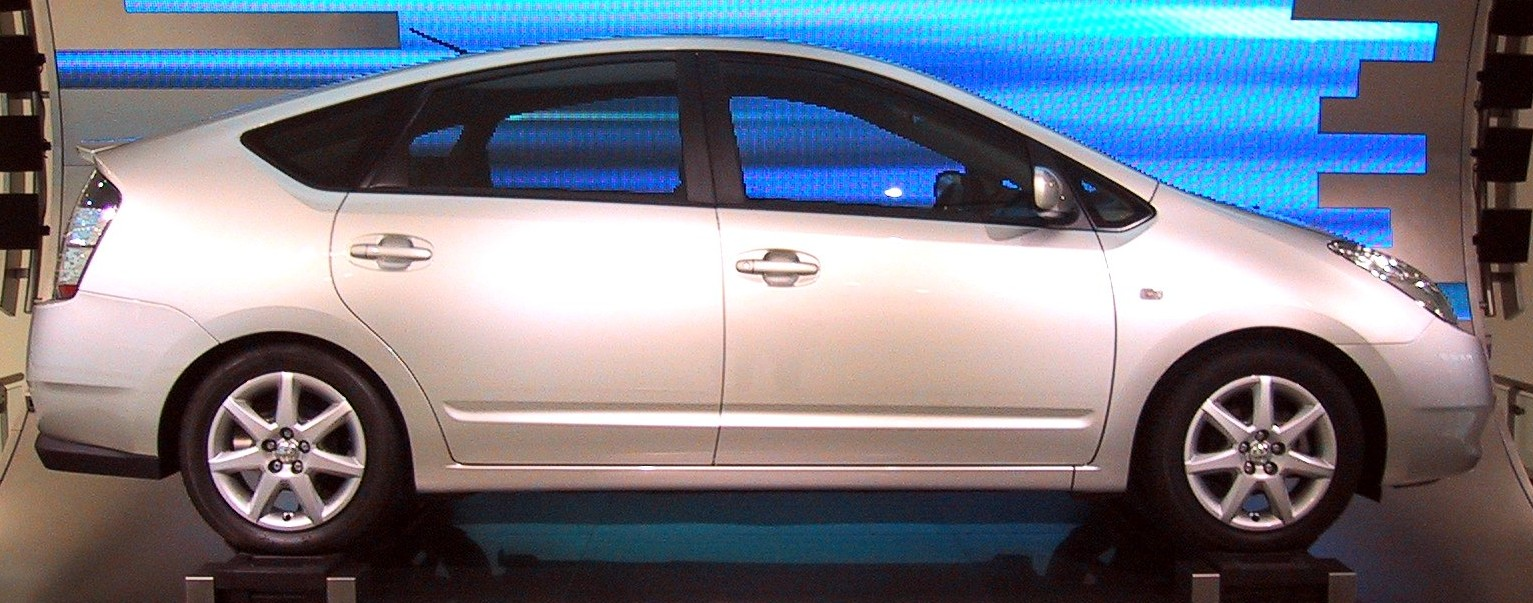
Toyota Prius, un buen ejemplo de Kammback.

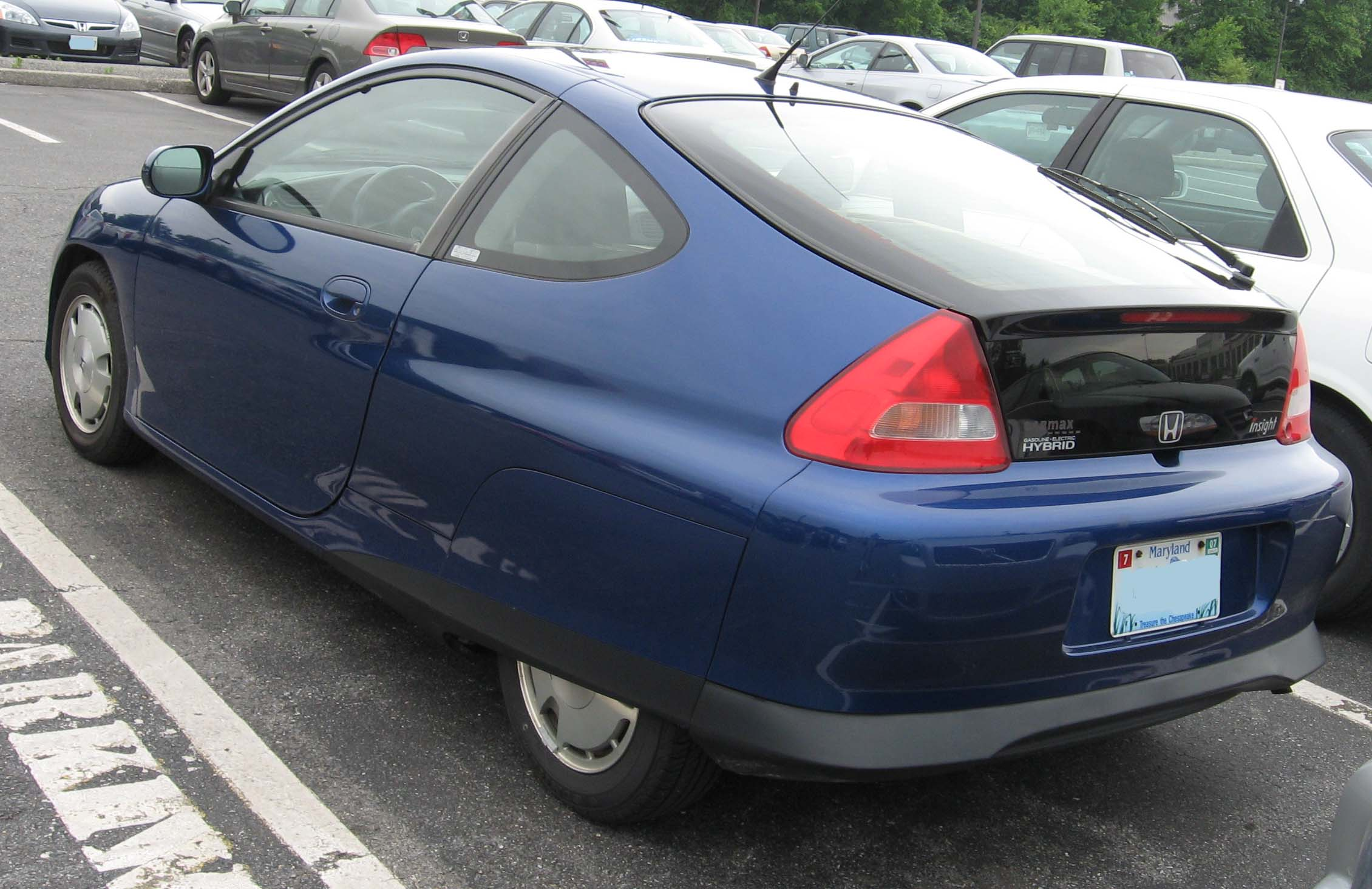
El Honda Insight tiene una curiosa silueta Kammback

En automoción, Kammback es un tipo de carrocería influido por el aerodinamista alemán Wunibald Kamm en los años 1930.

## Aerodinámica
Kamm demostró cual es el diseño más eficiente para una automóvil: Una media lágrima que después se corta abruptamente.
El punto en el que debe efectuarse dicho corte para que el diseño sea un Kammback real, es muy controvertido. Una definición común es la que opina que el corte debe realizarse cuando el área seccional transversal sea aproximadamente la mitad del área seccional máxima. Así, un monovolumen no es un Kammback.
Anteriormente a la tesis de Kamm se pensaba, que un diseño de lágrima que desembocara suavemente en un punto era óptimo. Kamm demostró que el mismo diseño pero abreviado, funciona mejor. El aire fluye igual de suave, pero no existen las turbulencias al final de la carrocería.
El uso del término ha ido decayendo, ya que los principios de Kamm se han ido generalizando.

## Automóviles con carrocería Kammback
- Hyundai Ioniq
- Alfa Romeo Montreal
- Maserati Khamsin
- Citroën CX
- Toyota Prius
- Audi A2
- Citroën C4
- AMC AMX-GT
- AMC Gremlin
- Honda Insight
- Honda CR-Z
- Mitsubishi Eclipse

- Datos: Q676515
- Multimedia: Kamm-Wagen / Q676515